# Lista siturilor arheologice din județul Giurgiu - P
Lista siturilor arheologice din județul Giurgiu - P conține toate siturile arheologice din județul Giurgiu înscrise în Repertoriul Arheologic Național (RAN) și aflate în localități al căror nume începe cu litera P. RAN este administrat de Ministerul Culturii și Patrimoniului Național și cuprinde date științifice, cartografice, topografice, imagini și planuri, precum și orice alte informații privitoare la zonele cu potențial arheologic, studiate sau nu, încă existente sau dispărute.
Puteți căuta un sit din localitățile care încep cu litera P folosind formularul de mai jos sau puteți naviga prin toate siturile din județ la Lista siturilor arheologice din județul Giurgiu.
| Cod RAN                                   | Denumire | Localitate                    | Adresă           | Datare                            | Descoperit | Coordonate                                    | Imagine           | Erori            |
| ----------------------------------------- | --- | ----------------------------- | ---------------- | --------------------------------- | ---------- | --------------------------------------------- | ----------------- | ---------------- |
| 104172.01.01 (Cod LMI: GR-I-s-A-14816)    | Așezarea de la Popești - "Nucet" / ansamblu anonim (Categorie: locuire civilă) (Tip: Așezare)                   | sat Popești, oraș Mihăilești  | Nucet            | Glina                             |            |                                               | Încărcați imagine | Raportați eroare |
| 104172.01.02 (Cod LMI: GR-I-s-A-14816)    | Așezarea de la Popești - "Nucet" / ansamblu anonim (Categorie: locuire civilă) (Tip: Așezare)                   | sat Popești, oraș Mihăilești  | Nucet            | Tei - IV-V                        |            |                                               | Încărcați imagine | Raportați eroare |
| 104172.01.03 (Cod LMI: GR-I-s-A-14816)    | Așezarea de la Popești - "Nucet" / ansamblu anonim (Categorie: locuire civilă) (Tip: Așezare)                   | sat Popești, oraș Mihăilești  | Nucet            | Prebasarabi                       |            |                                               | Încărcați imagine | Raportați eroare |
| 104172.01.04 (Cod LMI: GR-I-s-A-14816)    | Așezarea de la Popești - "Nucet" / ansamblu anonim (Categorie: locuire civilă) (Tip: Așezare)                   | sat Popești, oraș Mihăilești  | Nucet            | Basarabi                          |            |                                               | Încărcați imagine | Raportați eroare |
| 104172.01.05 (Cod LMI: GR-I-s-A-14816)    | Așezarea de la Popești - "Nucet" / ansamblu anonim (Categorie: locuire civilă) (Tip: Așezare)                   | sat Popești, oraș Mihăilești  | Nucet            |                                   |            |                                               | Încărcați imagine | Raportați eroare |
| 101038.01.01 (Cod LMI: GR-I-s-B-14814)    | Tell-ul de la Pietrele - "Gorgana" / ansamblu anonim (Categorie: locuire civilă) (Tip: Tell)                    | sat Pietrele, comuna Băneasa  | Gorgana          | Boian                             |            | 44°08′00″N 26°06′30″E / 44.13334°N 26.10833°E | Încărcați imagine | Raportați eroare |
| 101038.01.02 (Cod LMI: GR-I-s-B-14814)    | Tell-ul de la Pietrele - "Gorgana" / ansamblu anonim (Categorie: locuire civilă) (Tip: Tell)                    | sat Pietrele, comuna Băneasa  | Gorgana          | Gumelnița                         |            | 44°08′00″N 26°06′30″E / 44.13334°N 26.10833°E | Încărcați imagine | Raportați eroare |
| 101038.02.01 (Cod LMI: GR-I-s-B-14815)    | Tell-ul Gumelnița de la Pietrele / ansamblu anonim (Categorie: locuire civilă) (Tip: Tell)                      | sat Pietrele, comuna Băneasa  |                  | Gumelnița                         |            | 44°04′30″N 25°08′30″E / 44.075°N 25.14167°E   | Încărcați imagine | Raportați eroare |
| 104172.02.01 (Cod LMI: GR-I-s-B-14817)    | Necropola Latene de la Popești / ansamblu anonim (Categorie: descoperire funerară) (Tip: Necropolă tumulară)    | sat Popești, oraș Mihăilești  |                  | geto-dacică sec. III - II a. Chr. |            | 44°18′32″N 25°58′07″E / 44.30889°N 25.96861°E | Încărcați imagine | Raportați eroare |
| 104699.01.01 (Cod LMI: GR-I-s-B-14818)    | Așezarea medievală de la Prundu - "Modăești" / ansamblu anonim (Categorie: locuire civilă) (Tip: Așezare)       | sat Prundu, comuna Prundu     | Modăești         | sec. VIII - IX p. Chr.            |            | 44°10′00″N 26°17′00″E / 44.16667°N 26.28333°E | Încărcați imagine | Raportați eroare |
| 104699.02.01 (Cod LMI: GR-I-m-B-14819.02) | Situl arheologic de la Prundu - "Valea Morii" / ansamblu anonim (Categorie: locuire civilă) (Tip: Așezare)      | sat Prundu, comuna Prundu     |                  | sec. III - II a. Chr.             |            | 44°11′00″N 26°18′00″E / 44.18333°N 26.3°E     | Încărcați imagine | Raportați eroare |
| 104699.02.02 (Cod LMI: GR-I-m-B-14819.01) | Situl arheologic de la Prundu - "Valea Morii" / ansamblu anonim (Categorie: locuire civilă) (Tip: Așezare)      | sat Prundu, comuna Prundu     |                  |                                   |            | 44°11′00″N 26°18′00″E / 44.18333°N 26.3°E     | Încărcați imagine | Raportați eroare |
| 104699.03.01 (Cod LMI: GR-I-m-B-14820.02) | Situl arheologic de la Prundu - "Malul Molescului" / ansamblu anonim (Categorie: locuire civilă) (Tip: Așezare) | sat Prundu, comuna Prundu     | Malul Molescului | sec. III - II a. Chr.             |            | 44°11′00″N 26°18′00″E / 44.18333°N 26.3°E     | Încărcați imagine | Raportați eroare |
| 104699.03.02 (Cod LMI: GR-I-s-B-14820)    | Situl arheologic de la Prundu - "Malul Molescului" / ansamblu anonim (Categorie: locuire civilă) (Tip: Așezare) | sat Prundu, comuna Prundu     | Malul Molescului | sec. VIII - IX p. Chr.            |            | 44°11′00″N 26°18′00″E / 44.18333°N 26.3°E     | Încărcați imagine | Raportați eroare |
| 104699.04.01 (Cod LMI: GR-I-m-B-14821.03) | Așezarea de la Prundu - "Lacul Greaca" / ansamblu anonim (Categorie: locuire civilă) (Tip: Așezare)             | sat Prundu, comuna Prundu     | Lacul Greaca     | Gumelnița                         |            | 44°06′00″N 26°17′00″E / 44.1°N 26.28333°E     | Încărcați imagine | Raportați eroare |
| 104699.04.02 (Cod LMI: GR-I-s-B-14821)    | Așezarea de la Prundu - "Lacul Greaca" / ansamblu anonim (Categorie: locuire civilă) (Tip: Așezare)             | sat Prundu, comuna Prundu     | Lacul Greaca     |                                   |            | 44°06′00″N 26°17′00″E / 44.1°N 26.28333°E     | Încărcați imagine | Raportați eroare |
| 104699.04.03 (Cod LMI: GR-I-m-B-14821.02) | Așezarea de la Prundu - "Lacul Greaca" / ansamblu anonim (Categorie: locuire civilă) (Tip: Așezare)             | sat Prundu, comuna Prundu     | Lacul Greaca     | geto-dacică sec. III - II a. Chr. |            | 44°06′00″N 26°17′00″E / 44.1°N 26.28333°E     | Încărcați imagine | Raportați eroare |
| 104699.04.04 (Cod LMI: GR-I-m-B-14821.01) | Așezarea de la Prundu - "Lacul Greaca" / ansamblu anonim (Categorie: locuire civilă) (Tip: Așezare)             | sat Prundu, comuna Prundu     | Lacul Greaca     | Dridu sec. VIII - IX p. Chr.      |            | 44°06′00″N 26°17′00″E / 44.1°N 26.28333°E     | Încărcați imagine | Raportați eroare |
| 104706.01.01                              | Așezarea Tei de la Puieni / ansamblu anonim (Categorie: locuire civilă) (Tip: Așezare)                          | sat Puieni, comuna Prundu     |                  | Tei - IV                          |            | 44°04′30″N 26°09′30″E / 44.075°N 26.15833°E   | Încărcați imagine | Raportați eroare |
| 104706.02.01 (Cod LMI: GR-I-s-B-14823)    | Așezarea medievală de la Puieni / ansamblu anonim (Categorie: locuire civilă) (Tip: Așezare)                    | sat Puieni, comuna Prundu     |                  |                                   |            | 44°04′30″N 26°10′00″E / 44.075°N 26.16667°E   | Încărcați imagine | Raportați eroare |
| 103498.01.01 (Cod LMI: GR-I-m-B-14824.02) | Situl arheologic de la Puțu Greci - "Lacul Zboiu" / ansamblu anonim (Categorie: locuire civilă) (Tip: Așezare)  | sat Puțu Greci, comuna Greaca | Lacul Zboiu      | sec. IV p. Chr.                   |            | 44°08′00″N 26°20′30″E / 44.13334°N 26.34167°E | Încărcați imagine | Raportați eroare |
| 103498.01.02 (Cod LMI: GR-I-m-B-14824.01) | Situl arheologic de la Puțu Greci - "Lacul Zboiu" / ansamblu anonim (Categorie: locuire civilă) (Tip: Așezare)  | sat Puțu Greci, comuna Greaca | Lacul Zboiu      | Dridu sec. IX p. Chr.             |            | 44°08′00″N 26°20′30″E / 44.13334°N 26.34167°E | Încărcați imagine | Raportați eroare |